# Lara Süß
Lara Süß (* 1991 in Heidelberg) ist eine deutsche Improvisationsmusikerin (Gesang, Körper) und Sprachkünstlerin.

## Wirken
Süß studierte zunächst Soziale Arbeit in Freiburg, später Musik und Bewegung an der Hochschule für Musik Trossingen mit künstlerischem Schwerpunkt Gesang. Sie erhielt dabei sowohl eine klassische Gesangsausbildung (mit Meisterkursen bei Ulrike Sonntag und Elisabeth Glauser) als auch Unterricht in freier Improvisation. Von 2018 bis 2020 absolvierte die den Master Freie Improvisation an der Musikakademie Basel bei Alfred Zimmerlin und Fred Frith. Eine  Bewegungsausbildung absolvierte sie zudem bei Juliette Villemin, Lilo Stahl und Ria Rehfuß.
Süß gastierte beim Ensembles Metajean (Zürich) und dem Vocal Cargo Collective (Bern) und ist Gründungsmitglied des Colide Quartett (mit Sophia Körber, Sopran, Benjamin Hewat-Craw, Bariton, und Franziska Staubach, Klavier). Gemeinsam mit dem Saxophonisten und Multimedia-Künstler Chi Him Chik entwickelte sie das Stück Phobia, das im Oktober 2020 am Stadttheater Basel Premiere hatte. 2021 führte sie mit David Friederich das Stück Neuschied und Abbeginn am Bruchwerktheater in Siegen auf. Im selben Jahr veröffentlichte sie mit dem Elektroniker Jacek Chmiel das Album Meandertale bei Leo Records. 2022 folgten ihr Album Unterwasser sowie im Trio Grüm (mit Chmiel und Thomas Rohrer) das Album Zeroes on the Loose bei Antenna non grata. Zudem arbeitet sie im Duo mit Daniel Studer. Sie ist weiterhin auf Alben von Kissing Disease (Erster Kuss) und Tungu (Irrational Thinking of the Subject) zu hören.
Süß war 2020 Gewinnerin des Video-Wettbewerbs Musical thoughts 4u und 2022 Finalistin des Rhonefestivals #Liedinnovation.
Weiterhin war Süß an den Musikschulen Freiburg und Rheinfelden tätig und lehrt Vokalimprovisation an der Musikhochschule Trossingen; mit dem Schlagzeug-Ensemble Yu and Me setzte sie auch musikpädagogische Projekte um.